# Ждановичи (Могилёвская область)
Жда́новичи (бел. Жданавічы) — деревня в составе Черневского сельсовета Дрибинского района Могилёвской области Белоруссии.

## Население
- 1999 год — 81 человек
- 2010 год — 39 человек